# Septèmes-les-Vallons
Septèmes-les-Vallons là một xã ở tỉnh Bouches-du-Rhône, thuộc vùng Provence-Alpes-Côte d’Azur ở miền nam nước Pháp.